# Тори (волость, 2017)
То́ри (эст. Tori vald) — волость в Эстонии в составе уезда Пярнумаа. Образована 24 октября 2017 года. Расположена на юго-западе Эстонии, на материковой части страны. По данным Департамента статистики Эстонии на 1 января 2024 года, площадь волости составляла 611,13 км², число жителей — 12 511, плотность населения — 20,5 чел/км². По численности населения занимает 18 место из 64 сельских муниципалитетов страны и 1-е место среди волостей уезда Пярнумаа. Административный центр — город Синди. Волость знаменита своим основанным в 1856 году коннозаводческим хозяйством, памятниками архитектуры и археологии, природными достопримечательностями. Старейшина волости по состоянию на март 2025 года — Лаури Луур.

## География

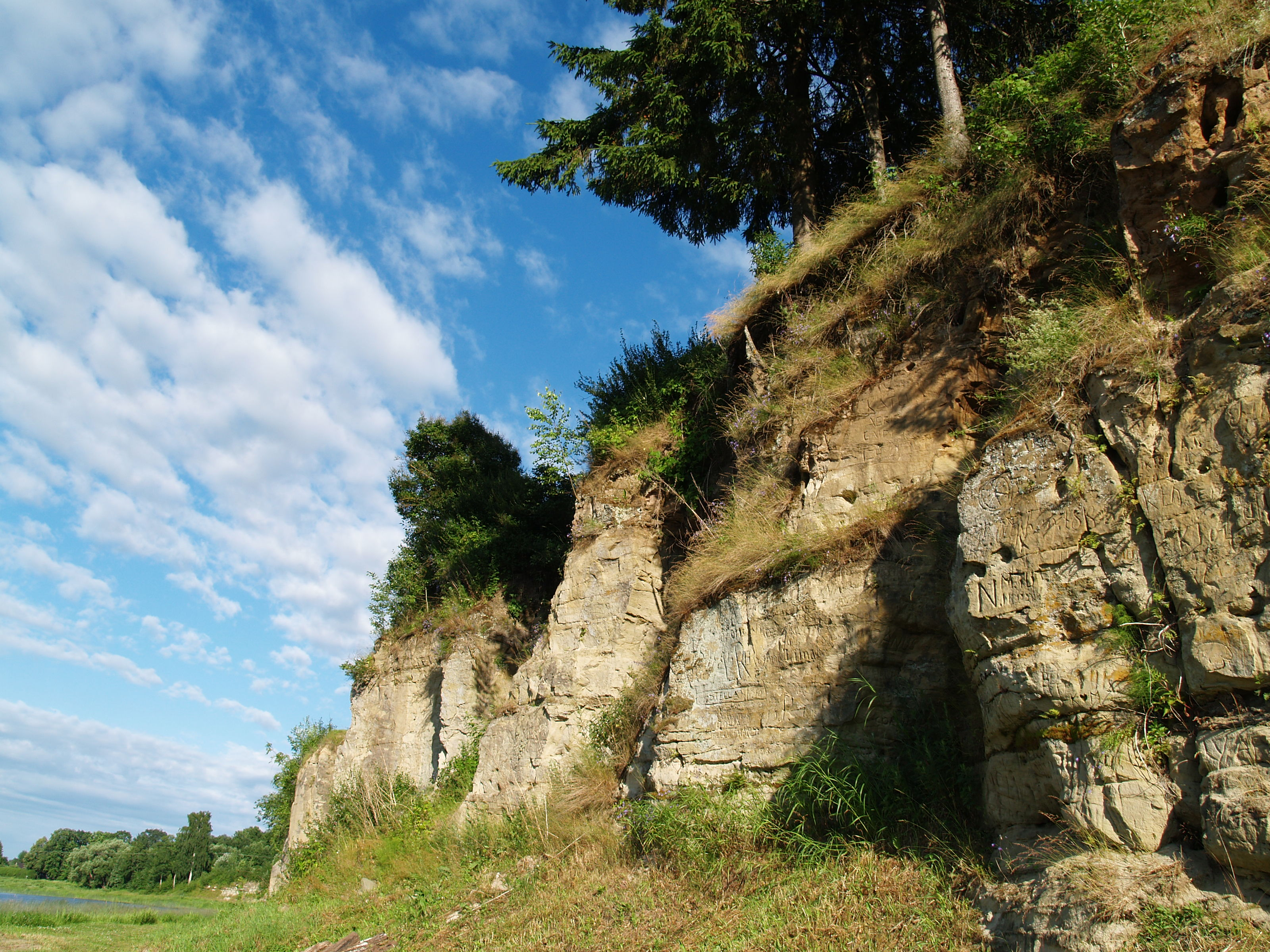
Ториское среднедевонское песчаное обнажение

Расположена в восточной части Пярнумаа. По территории волости протекает река Пярну; на её землях расположена часть национального парка Соомаа, по которой проходит множество учебных троп (в частности, тропа Рийза), и находится Пуллиское поселение — древнейшее в Эстонии археологическое селище. 
На территории волости, на левом берегу реки Пярну, расположен природный парк «Ториский ад» площадью 2,1 гектара, включающий в себя охраняемые государством среднедевонское песчаное обнажение и пещеры, и древнее место жертвоприношений — остров Хийесаар (археологический памятник).

## История
Русское название исторической волости Тори во времена Российской империи — Торгельская волость (нем. Torgel).

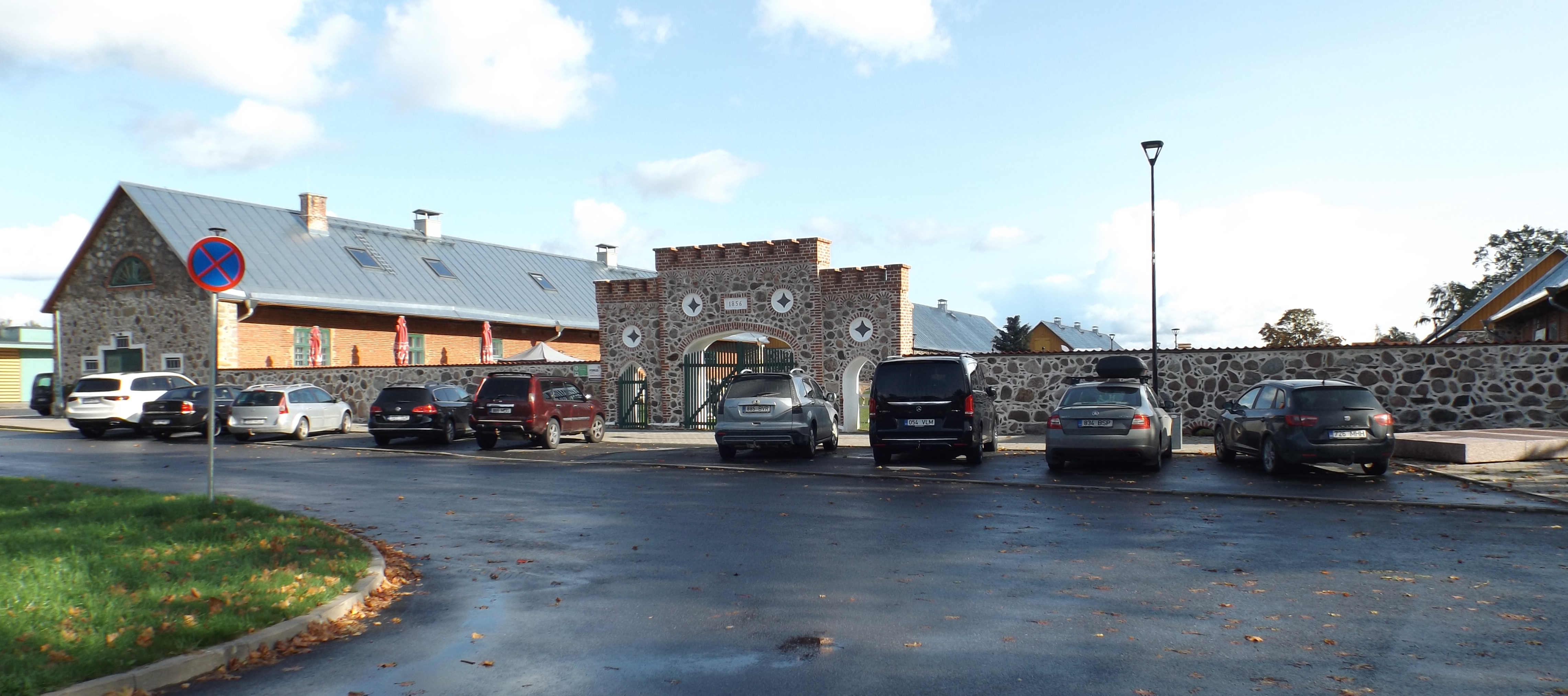
Ториский конный завод

Современная волость Тори была образована в ходе административно-территориальной реформы 2017 года путём объединения волости Аре, волости Сауга, города Синди и прежней волости Тори.
Ториское коннозаводческое хозяйство ведёт свою историю от конного завода, основанного в 1856 году на территории мызы Торгель (Тори) Лифляндским дворянством для улучшения лошади местной породы. С 1947 года он носил название Ториский научно-исследовательский институт коневодства, с 1961 года — Ториский опорно-показательный совхоз, в 1991 году стал называться Ториским конным заводом и стал частным предприятием. Ториская порода лошади была официально признана в 1950 году.

## Символика
Герб: на золотисто-красном разделённом продольной волнистой линией щите — расположенная пяточной частью вверх красно-серебряная подкова с серебряным и красным лапчатыми крестами на концах.
Флаг: геральдический гербовый флаг. Золотой цвет заменён на жёлтый, серебристый — на белый. На жёлто-красном разделённом продольной волнистой линией полотне — расположенная пяточной частью вверх красно-белая подкова соответственно с белым и красным лапчатыми крестами на концах.
Золотой цвет символизирует дающий жизнь свет, высшую истину и успех; он является гербовым цветом Пярнумаа и Эстонии. Красный цвет символизирует храбрость, любовь, жизненную силу и радость жизни, а также деятельность Святого Духа и (вместе с серебристым цветом) является гербовым цветом объединившегося с волостью Тори города Синди. Серебристый — цвет мудрости, верности и чистоты души. Волнистое разделение щита символизирует реку. Подкова является известным с древних времён знаком удачи и отсылает к конному заводу в посёлке Тори. Автор символики — Прийт Херодес (Priit Herodes).

## Населённые пункты
В состав волости входят:
- город Синди;
- 3 посёлка — Аре, Сауга, Тори;
- 41 деревня: Аэсоо, Вайну, Вылла, Вылли, Йыесуу, Кийза, Килдемаа, Килксама, Кийару, Курена, Кырса, Леви, Лепплаане, Маннаре, Мурака, Мурру, Мути, Нийду, Нурме, Ооре, Парисселья, Пийстаоя, Пулли, Пяривере, Рандивялья, Рийза, Рютавере, Рятсепа, Ряэгу, Селья, Суйгу, Таали, Табриа, Таммисте, Тохера, Урге, Урумарья, Эавере, Эаметса, Элби, Элбу[19].

## Демография по данным Регистра народонаселения

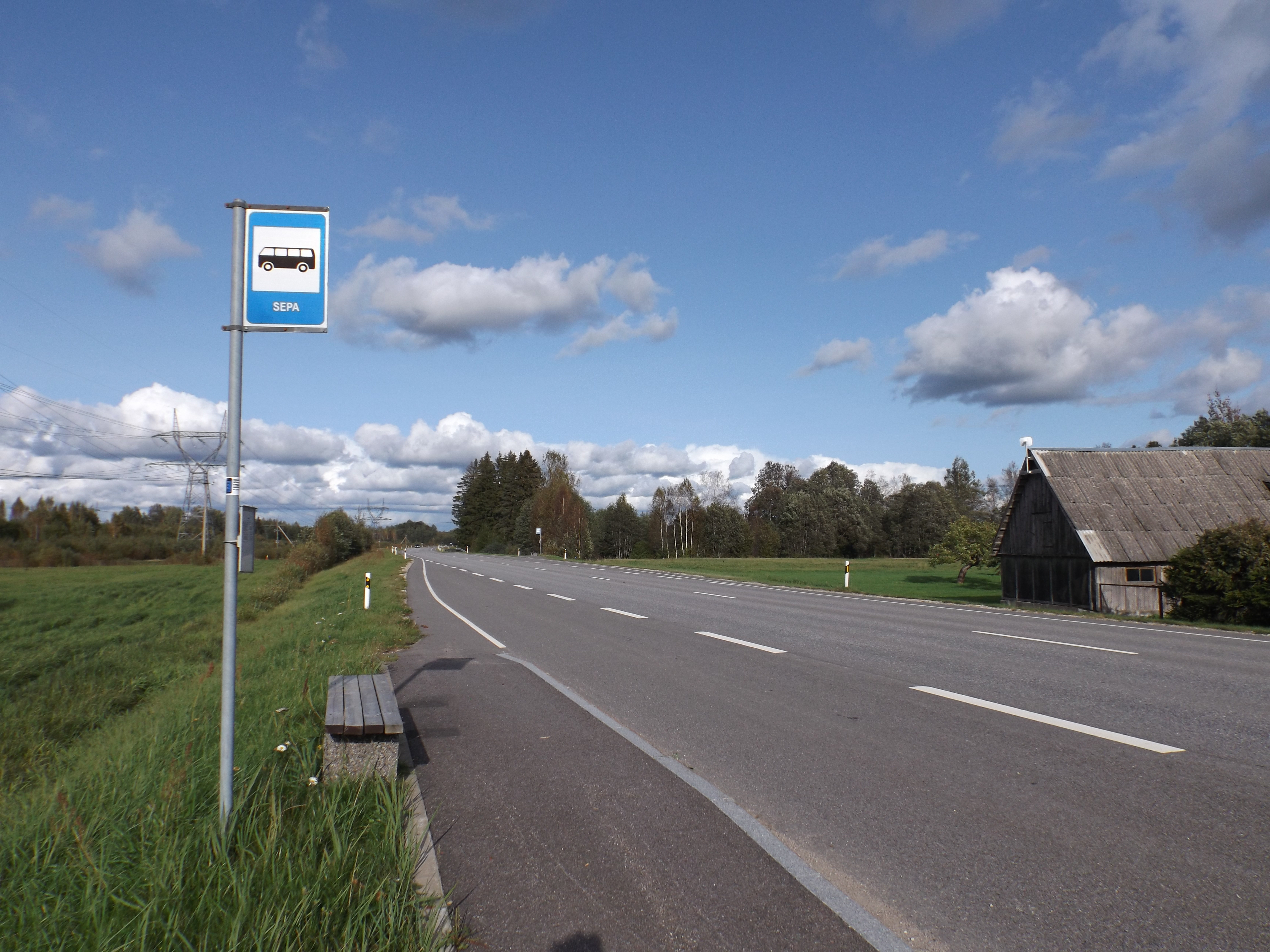
Автобусная остановка «Sepa» в деревне Кийза, 2023 год

По данным Регистра народонаселения, который ведёт Министерство внутренних дел Эстонии, в волости Тори по состоянию на 1 января 2025 года проживали 12 583 человека, из них 6200 мужчин и 6383 женщины. За период с 2019 по 2024 год число жителей волости постоянно увеличивалось и в целом выросло на 6,0 %; суммарный естественный прирост населения был отрицательным (–33 чел.), сальдо миграции — положительным (+930); таким образом, рост населения волости с 2019 года был вызван миграционными процессами.  Доля лиц в возрасте до 18 лет (включительно) за этот период увеличилась на 2,4 %; удельный вес трудоспособного населения (возраст от 19 до 65 лет) снизился на 2,9 %; доля лиц пенсионного возраста (65 лет и старше) выросла на 0,5 %. 

За период 2013—2018 годов число жителей волости уменьшилось на 264 человека или на 2,2 %; в среднем в результате отрицательного прироста число жителей снижалось каждый год на 10 человек; снизилась численность самой молодой возрастной группы (0—15 лет); особенно заметно (на 541 человека) снизилось число лиц работоспособного возраста (19—64); выросла численность лиц пенсионного возраста.

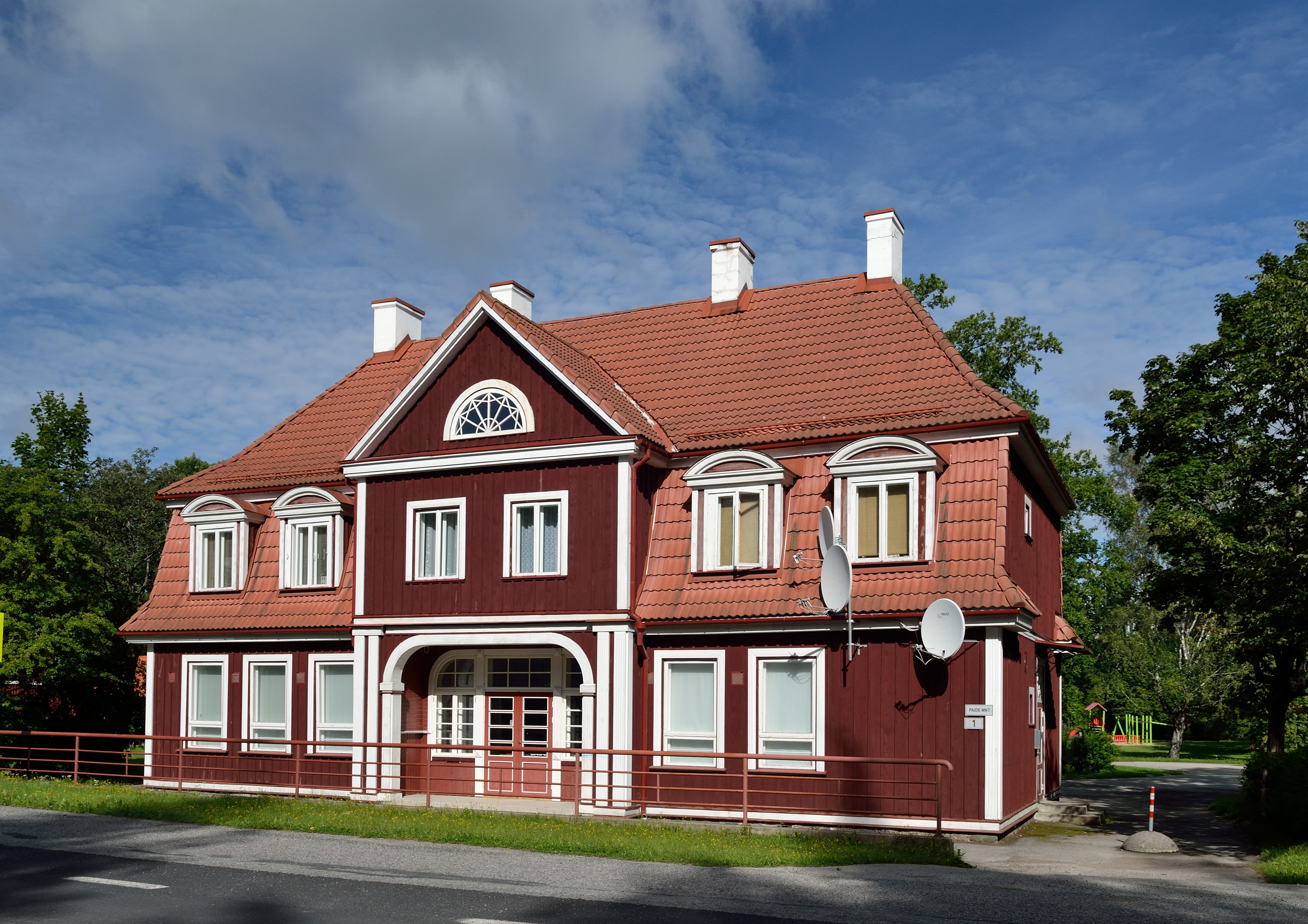
Бывший железнодорожный вокзал Синди (памятник архитектуры)

| Год    | 2018   | 2019   | 2020   | 2021   | 2022   | 2023   | 2024   | 2025   |
| ------ | ------ | ------ | ------ | ------ | ------ | ------ | ------ | ------ |
| Всего  | 11 694 | 11 875 | 11 879 | 11 989 | 12 203 | 12 474 | 12 572 | 12 583 |
| Мужчин | ..     | ..     | 5895   | 5938   | 6018   | 6138   | 6173   | 6200   |
| Женщин | ..     | ..     | 5984   | 6051   | 6185   | 6336   | 6399   | 6383   |

| Возраст / год  | 2018  | 2019  | 2020  | 2021  | 2022  | 2023  | 2024  | 2025  |
| -------------- | ----- | ----- | ----- | ----- | ----- | ----- | ----- | ----- |
| 0–6 лет        | 889   | 947   | 959   | 999   | 1017  | 1065  | 1032  | 981   |
| 7–18 лет       | 1525  | 1562  | 1632  | 1697  | 1795  | 1883  | 1944  | 1977  |
| 19–64 года     | 7130  | 7204  | 7100  | 7074  | 7147  | 7272  | 7303  | 7274  |
| 65 лет и более | 2150  | 2162  | 2188  | 2219  | 2243  | 2254  | 2293  | 2351  |
| Всего          | 11694 | 11875 | 11879 | 11989 | 12202 | 12474 | 12572 | 12583 |

| Год             | 2019 | 2020 | 2021 | 2022 | 2023 | 2024 |
| --------------- | ---- | ---- | ---- | ---- | ---- | ---- |
| Прибыло         | 753  | 682  | 843  | 888  | 690  | 903  |
| Убыло           | 569  | 586  | 599  | 587  | 609  | 879  |
| Сальдо миграции | +184 | +96  | +244 | +301 | +81  | +24  |

| Год  | 2019 | 2020  | 2021  | 2022  | 2023  | 2024  |
| ---- | ---- | ----- | ----- | ----- | ----- | ----- |
| Чел. | 132  | ↗ 133 | ↘ 127 | ↗ 138 | ↗ 139 | ↘ 125 |

| Год  | 2019 | 2020  | 2021  | 2022  | 2023  | 2024  |
| ---- | ---- | ----- | ----- | ----- | ----- | ----- |
| Чел. | 136  | ↘ 121 | ↗ 156 | ↘ 167 | ↘ 118 | ↗ 128 |

## Данные Департамента статистики
Данные Департамента статистики Эстонии о волости Тори в административных границах 2018 года:
| Год    | 2015   | 2016     | 2017     | 2018     | 2019     | 2020     | 2021     | 2022     | 2023     | 2024     |
| ------ | ------ | -------- | -------- | -------- | -------- | -------- | -------- | -------- | -------- | -------- |
| Всего  | 11 560 | ↘ 11 527 | ↘ 11 509 | ↘ 11 499 | ↗ 11 663 | ↗ 11 821 | ↗ 11 946 | ↘ 11 860 | ↗ 12 277 | ↗ 12 511 |
| Мужчин | 5636   | ↗ 5637   | ↘ 5625   | ↗ 5648   | ↗ 5761   | ↗ 5860   | ↗ 5913   | ↘ 5754   | ↗ 5932   | ↗ 6050   |
| Женщин | 5924   | ↘ 5890   | ↘ 5884   | ↘ 5851   | ↗ 5902   | ↗ 5961   | ↗ 6033   | ↗ 6106   | ↗ 6345   | ↗ 6461   |

| Год  | 2016 | 2017  | 2018  | 2019  | 2020  | 2021  | 2022  | 2023  |
| ---- | ---- | ----- | ----- | ----- | ----- | ----- | ----- | ----- |
| Чел. | 131  | ↘ 124 | ↗ 130 | ↗ 134 | ↗ 135 | ↘ 133 | ↗ 139 | ↗ 141 |

| Год  | 2016 | 2017  | 2018  | 2019  | 2020  | 2021  | 2022  | 2023  |
| ---- | ---- | ----- | ----- | ----- | ----- | ----- | ----- | ----- |
| Чел. | 158  | ↘ 137 | ↗ 138 | ↘ 137 | ↘ 124 | ↗ 149 | ↘ 153 | ↘ 114 |

| Год  | 2016 | 2017 | 2018 | 2019 | 2020 | 2021 | 2022 | 2023 | 2024 (январь) |
| ---- | ---- | ---- | ---- | ---- | ---- | ---- | ---- | ---- | ------------- |
| Чел. | 243  | 260  | 289  | 330  | 362  | 260  | 284  | 296  | 316           |

| Год  | 2013 | 2014  | 2015  | 2016  | 2017   | 2018   | 2019   | 2020   | 2021   | 2022   |
| ---- | ---- | ----- | ----- | ----- | ------ | ------ | ------ | ------ | ------ | ------ |
| Евро | 785  | ↗ 830 | ↗ 886 | ↗ 951 | ↗ 1021 | ↗ 1084 | ↗ 1156 | ↗ 1198 | ↗ 1275 | ↗ 1382 |

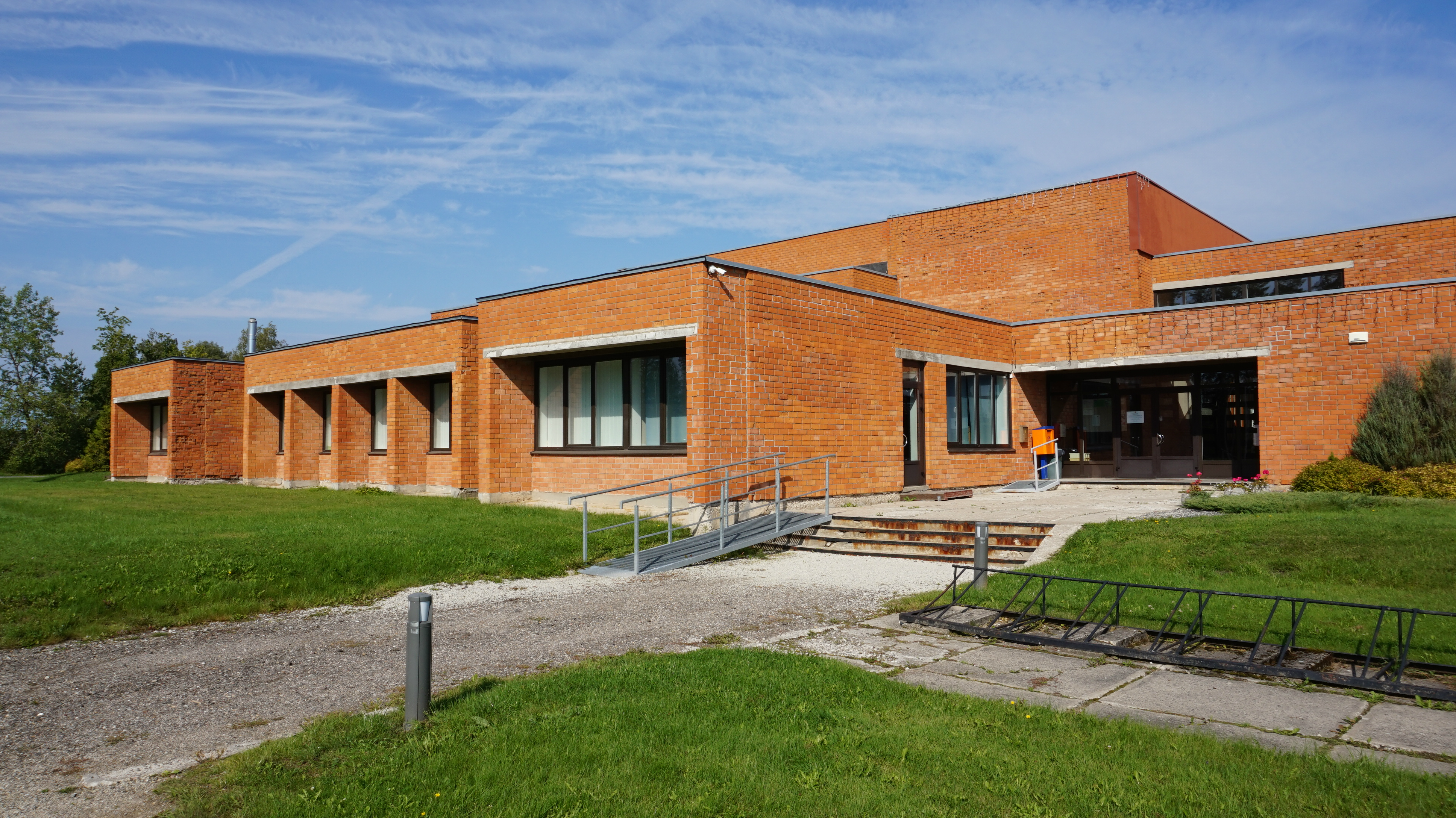
Библиотека посёлка Аре

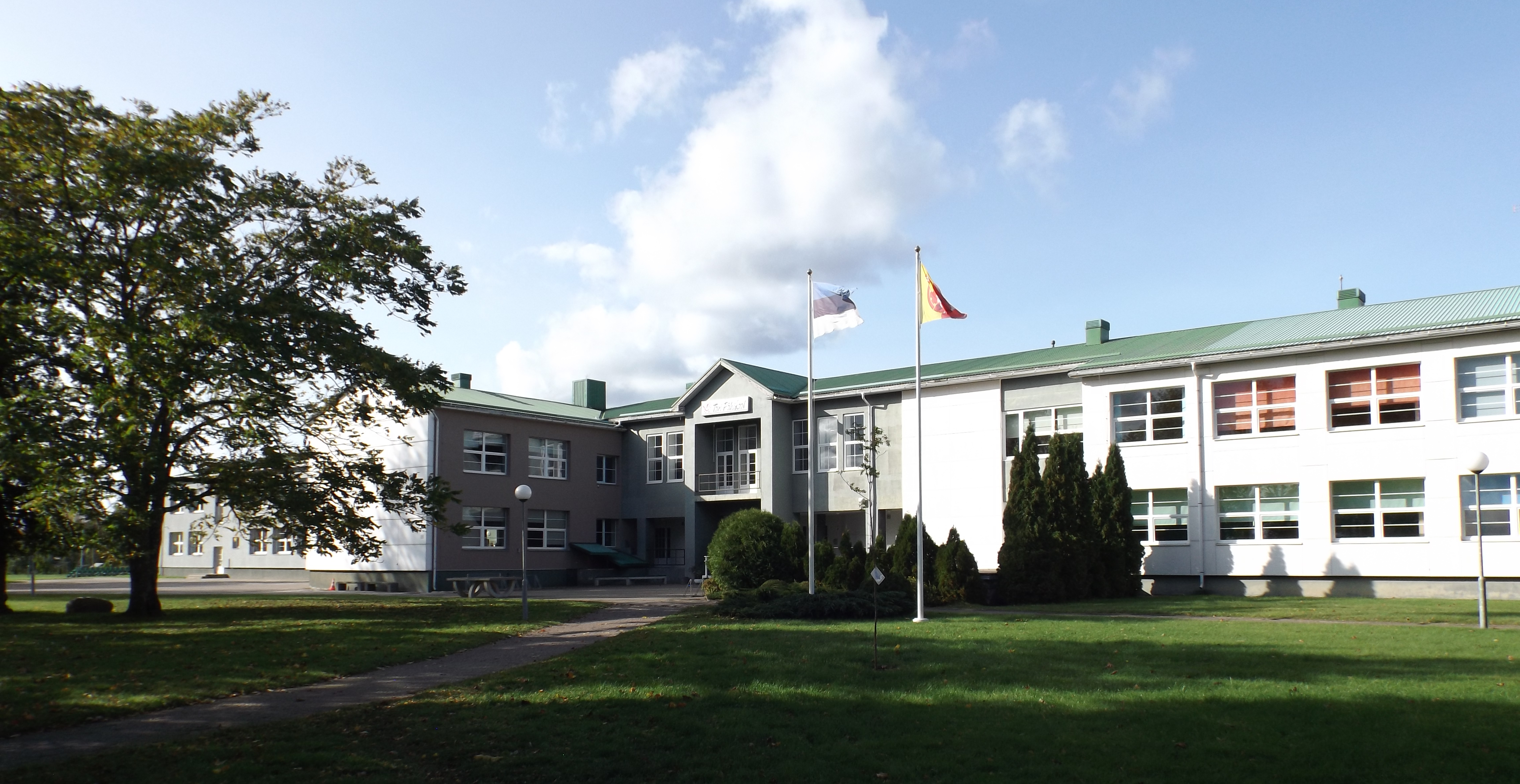
Ториская основная школа

В 2019 году волость Тори занимала 55 место по величине средней брутто-зарплаты работника среди 79 муниципалитетов Эстонии.
| Год  | 2013 | 2014  | 2015  | 2016  | 2017  | 2018  | 2019  | 2020  | 2021  | 2022   | 2023   | 2024   |
| ---- | ---- | ----- | ----- | ----- | ----- | ----- | ----- | ----- | ----- | ------ | ------ | ------ |
| Чел. | 660  | ↗ 672 | ↗ 726 | ↗ 766 | ↗ 826 | ↗ 831 | ↗ 871 | ↗ 918 | ↗ 962 | ↗ 1031 | ↗ 1064 | ↗ 1084 |

## Инфраструктура

### Образование
В волости работают пять детских садов и пять общеобразовательных учреждений: Синдиская гимназия, Ареская основная школа, Саугаская основная школа, Ториская основная школа и начальная школа-детсад деревни Таммисте. 
В Синди работает Музыкальная школа имени Карла Рамма (эст. Karl Rammi nimeline Sindi Muusikakool). Карл Рамм (1864—1919) — музыкальный педагог и основатель нескольких хоров в Эстонии, автор мелодии песни «Нежный соловей» («Õrn ööbik»).
На протяжении всей своей жизни Рамм принимал активное участие в музыкальной жизни города Синд, создал несколько хоров и работал учителем музыки. Он также основал первый в Эстонии духовой оркестр мальчиков «Синти»..

### Медицина и социальное обеспечение
Первичные медицинские услуги оказывают: Синдиский центр здоровья и семейный врач в Тори, а также семейные врачи посёлка Пярну-Яагупи соседней волости Пыхья-Пярнумаа. Раз в неделю пациентов принимает врач в Центре обслуживания посёлка Аре. В Синди работают стоматологи и аптека.
Услуги социального обеспечения оказывают: Ториский социальный дом, Синдиский центр социальной работы и Ареский социальный дом. Предоставляется социальный транспорт лицам с ограниченными возможностями с целью доступа к общественным услугам, в 2020 году цена этой услуги составляла 0,15 евро за километр.

### Культура, досуг и спорт
В волости четыре народных дома: Ареский центр по интересам, Синдиский общинный дом, Суйгуский общинный дом и Ториский народный дом. В Сауга культурные мероприятия проходят в так называемом «Чёрном доме Сауга» (Sauga Must Maja). Музеи находятся в посёлке Тори и в Синди. Работает шесть филиалов Ториской волостной библиотеки: в Синди, Аре, Тори, Сауга, Урге и Суйгу. Молодёжную работу осуществляют три молодёжных центра: в Синди, Сауга и Аре, а также Молодёжная комната в Суйгу.

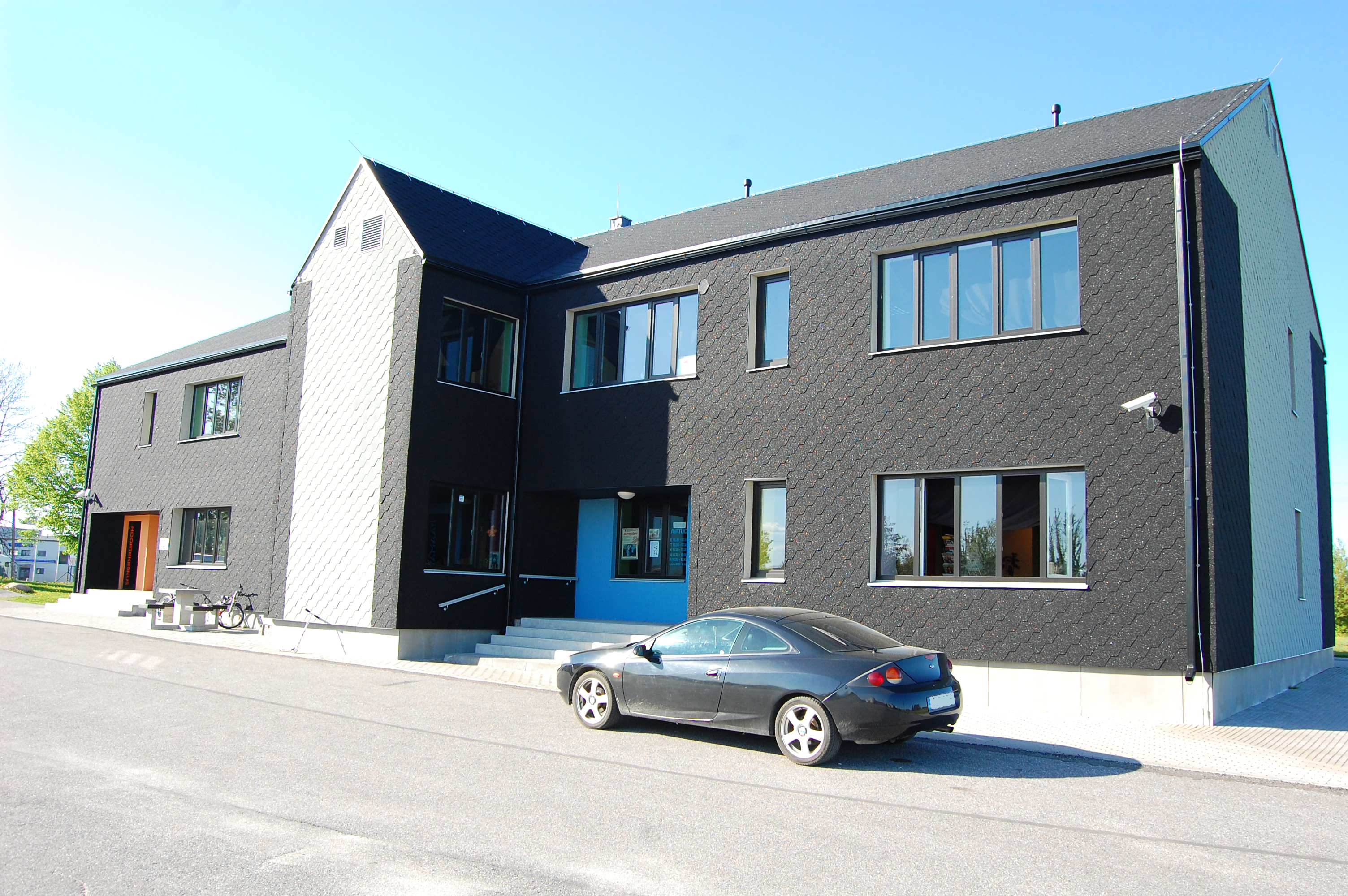
Общинный дом в посёлке Сауга

Спортивные сооружения, учреждения и клубы волости:
- площадка для диск-гольфа в Синди;
- открытый бассейн в Синди;
- спортзал посёлка Сауга, открытый в здании бывшей волостной управы волости Сауга;
- «Синдиские пороги» — уникальное место в Прибалтике для скоростной гребли и слалома на байдарках;
- спортклуб в Тори (футбол, баскетбол, волейбол, бадминтон, культуризм, фитнес, гимнастика);
- клуб «Optitrans Tehnikasport» (организация автокроссов);
- клуб спортивного ориентирования «West»;
- Саугаский спортклуб (организация спортивных мероприятий и детских лагерей);
- спортклуб «Kalju» в Синди (велосипедный спорт, шашки, штанга, бадминтон);
- конюшня «Koplihobu Tall» в деревне Эаметса (конный спорт);
- клуб автомодельного спорта «Sindi Mudelisport»;
- клуб спортивных танцев «Minifox» в Сауга[37] и многое другое.

## Экономика
Преимуществом волости, связанным с предпринимательством, является её расположение с точки зрения логистики: близость к Пярну, хорошее железнодорожное, водное и шоссейное сообщение, наличие аэропорта. Основное число предприятий волости — микропредприятия (численность работников менее 10). Предприятия с наибольшей численностью работников сконцентрированы в населенных пунктах ближе к Пярну; в частности, в 2020 году в Синди насчитывалось 131 предприятие, в Таммисте — 99, в Сауга — 78, в Эаметса — 41, в Килксама — 29 и в Нурме — 23.

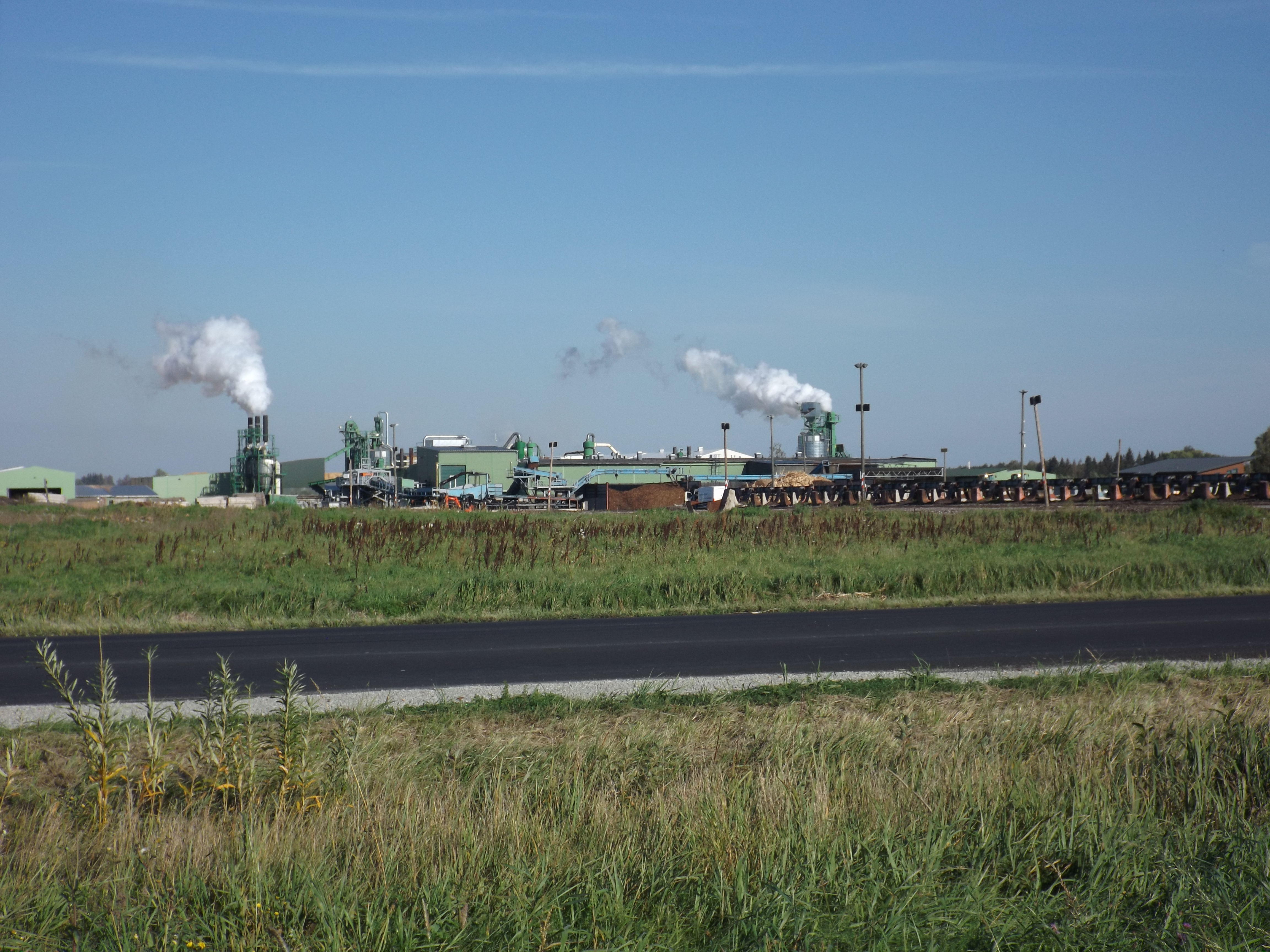
Промпарк на территории деревни Килксама, 2023 год

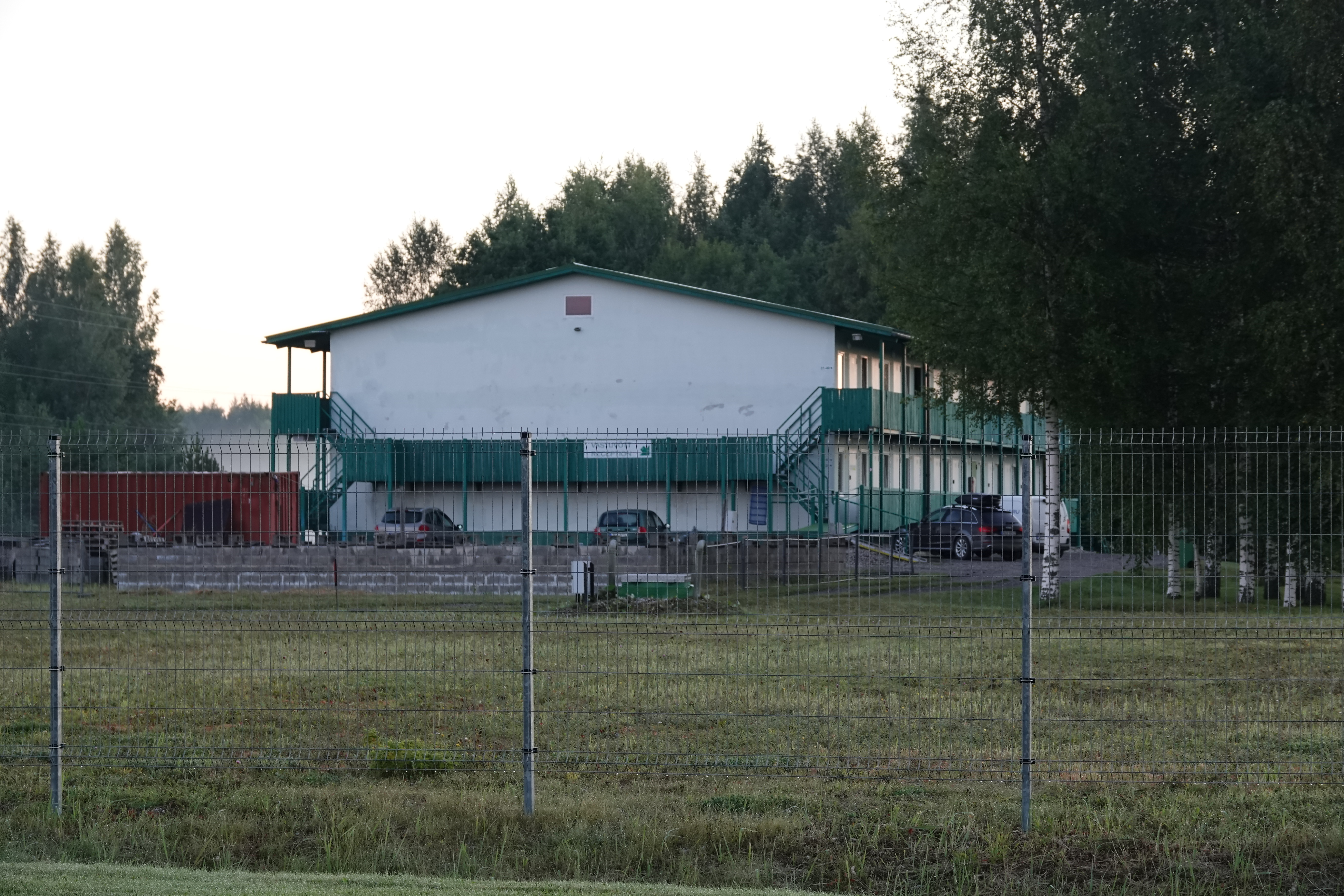
Мотель «Green Motell» в деревне Кийза

| Предприятие / организация | Вид деятельности                                       | Численность работников, чел. | Численность работников, чел. |
| ------------------------- | ------------------------------------------------------ | ---------------------------- | ---------------------------- |
| Предприятие / организация | Вид деятельности                                       | 31.12.2023                   | 31.03.2025                   |
| JABS Jõesuu OÜ            | Производство деревянных дверей, окон и их рам          | 180                          | 168                          |
| Tori vallavalitsus        | Ториская волостная управа (государственное управление) | 129                          | 129                          |
| Sindi Gümnaasium          | Гимназия                                               | 76                           | 82                           |
| AS Qualitex               | Производство вязаного и трикотажного полотна           | 76                           | (банкрот)                    |
| Danspin AS                | Подготовка и прядение текстильных волокон              | 73                           | 75                           |
| ASB Greenworld Eesti      | Добыча торфа                                           | 51                           | 67                           |
| Selja OÜ                  | Разведение молочных пород скота                        | 54                           | 53                           |
| Fein-Elast Estonia OÜ     | Подготовка и прядение текстильных волокон              | 53                           | 53                           |
| Tori Põhikool             | Основная школа                                         | 47                           | 48                           |
| Nurme Turvas AS           | Переработка торфа                                      | 46                           | 45                           |
| Nurme Teedeehitus OÜ      | Строительство дорог и шоссе                            | 40                           | 41                           |
| Sauga Põhikool            | Основная школа                                         | 37                           | 40                           |
| Fennobed OÜ               | Производство мебели и матрацев                         | 48                           | 34                           |
| Treffex AS                | Переработка торфа                                      | 29                           | 28                           |
| Tori Lasteaed             | Детский сад                                            | 25                           | 24                           |

## Достопримечательности и памятники культуры
На территории волости находятся три церкви:
- церковь-памятник эстонским воинам в посёлке Тори. Построена в 1852—1854 годах, сожжена отступающей германской армией в 1944 году, восстановительные работы начались в 1989 году, с 1998 года памятник архитектуры. В церкви проводятся богослужения и концерты, в ней приносят присягу эстонские полицейские и офицеры[41][42];
- православная церковь в Синди. Построена в 1899 году, строительство финансировали московский купец Роман Шён (Roman Shön) и Кооперация суконной фабрики Синди. С 1962 года использовалась театром «Эндла» как склад для реквизита; памятник архитектуры с 1998 года[43];
- православная церковь Рождества Христова в деревне Рандивялья.

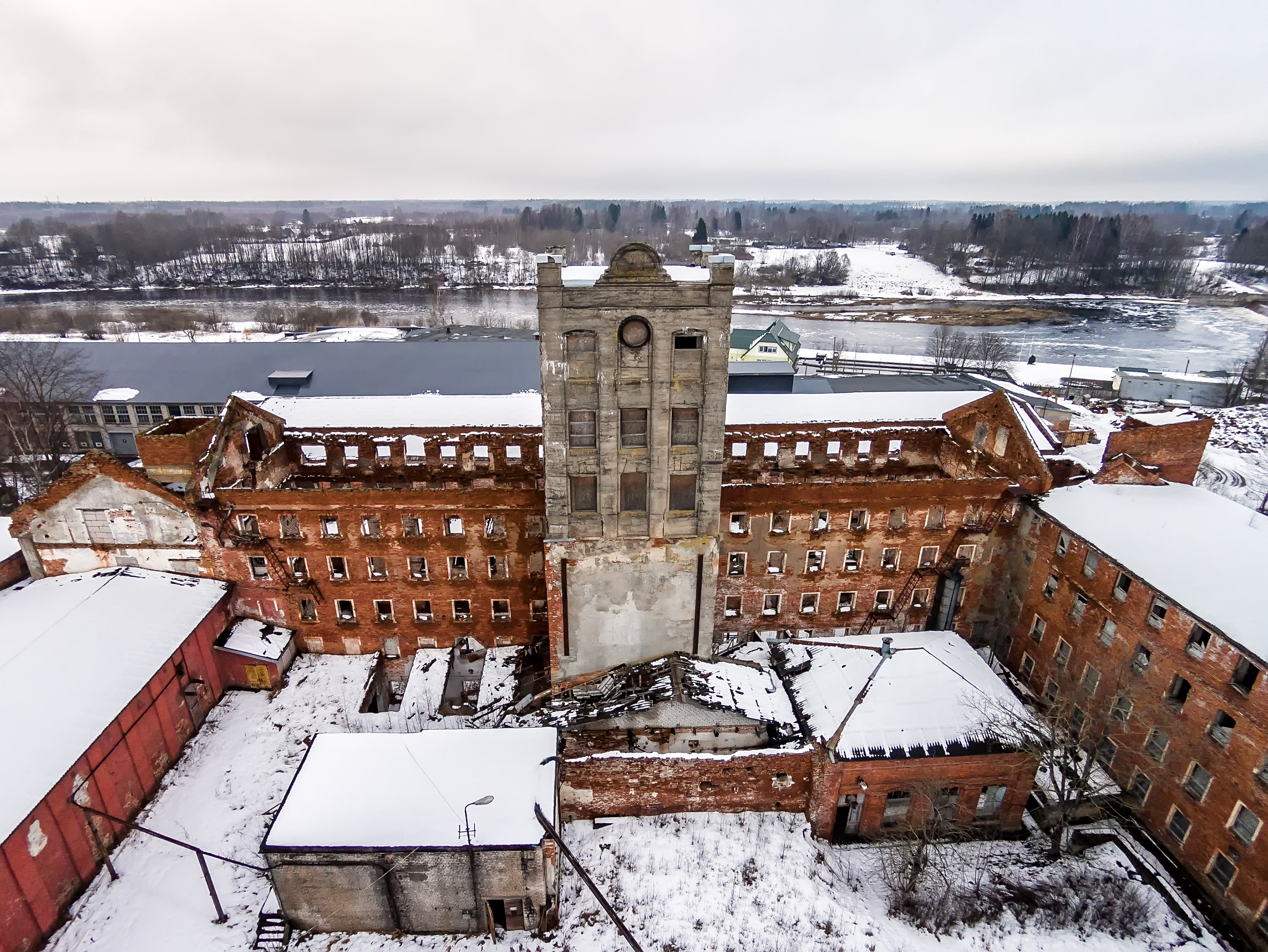
Руины главного корпуса Синдиской суконной фабрики (памятник архитектуры)

К достопримечательностям волости также относятся следующие памятники архитектуры:
- мыза Сталенхоф (нем. Staëlenhof, Таали, эст. Taali mõis); до 1919 года принадлежала семейству Сталь фон Гольштейнов; главное здание мызы (господский особняк) построено в 1852 году;
- три здания Синдиской суконной фабрики; строительство завершено в 1833 году. Крупнейший фабричный комплекс конца XIX века в Эстонии: 1200 работников в 1900 году. В настоящее время главный корпус находится в руинах, другие два здания в аварийном или плохом состоянии[45].
- жилые дома суконной фабрики на Пярнуском шоссе города Синди;
- Синдиская ратуша; построена в 1935—1937 годах, пример функционализма в эстонской архитектуре;
- бывшее здание Синдиского отделения Эстонского союза потребителей, в настоящее время — Музей Синди[46];
- здания бывшей железнодорожной станции Синди (построены в 1927—1929 годах) и деревянные жилые дома возле неё на Пайдеском шоссе;
- жилые дома на улице Раудтеэ в Синди;
- кладбище Тори.

Памятники архитектуры волости Тори
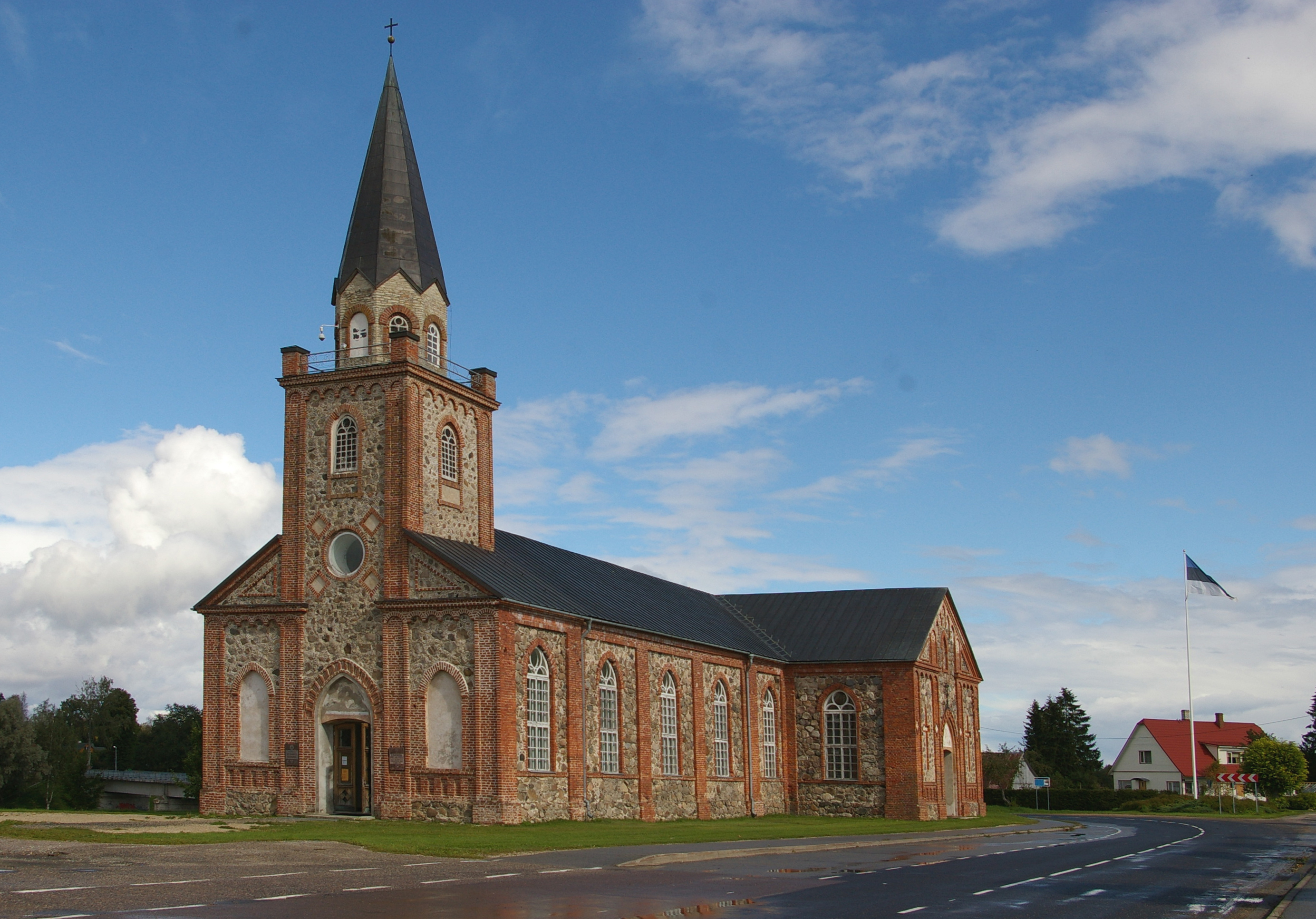
Ториская церковь
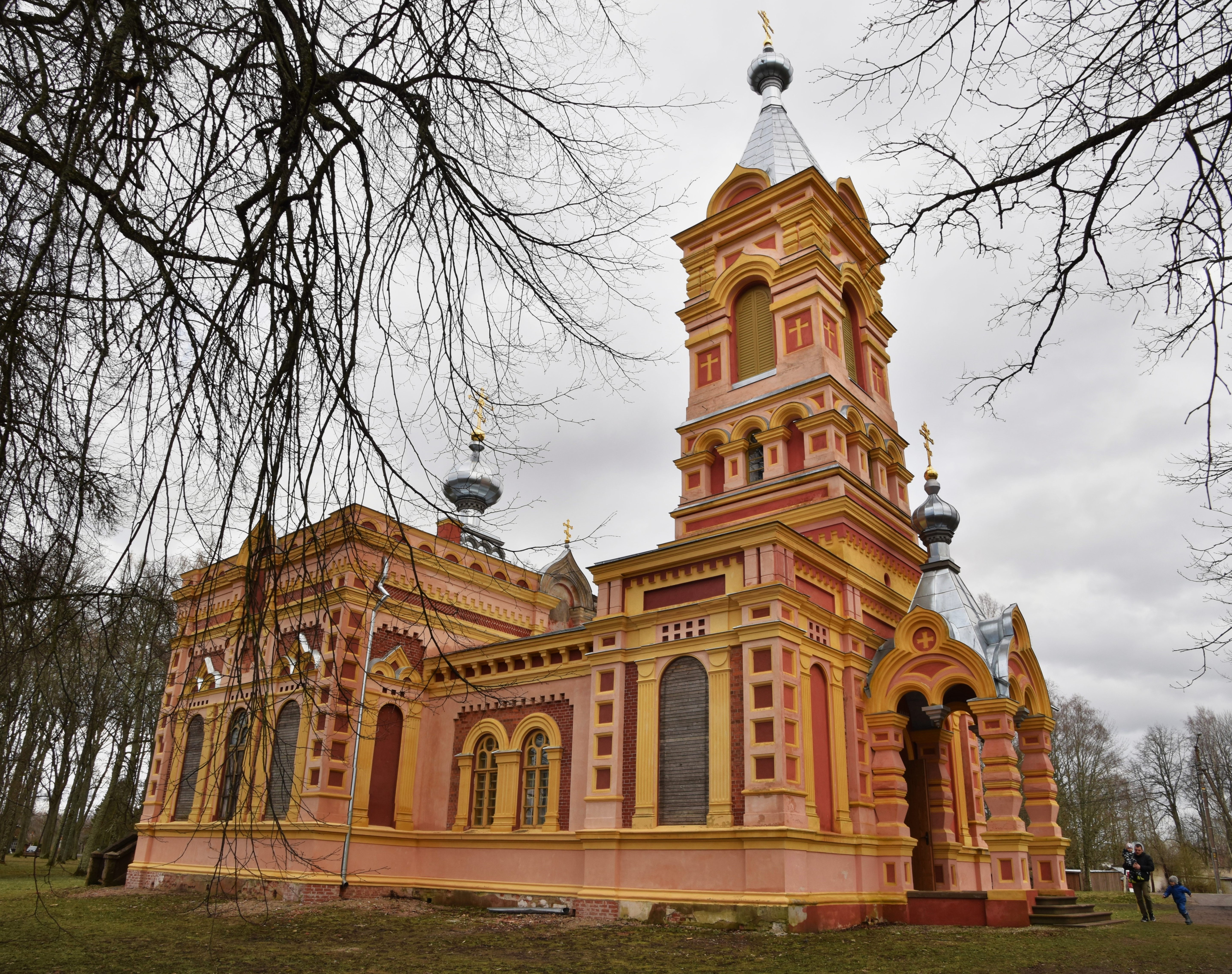
Православная церковь в Синди
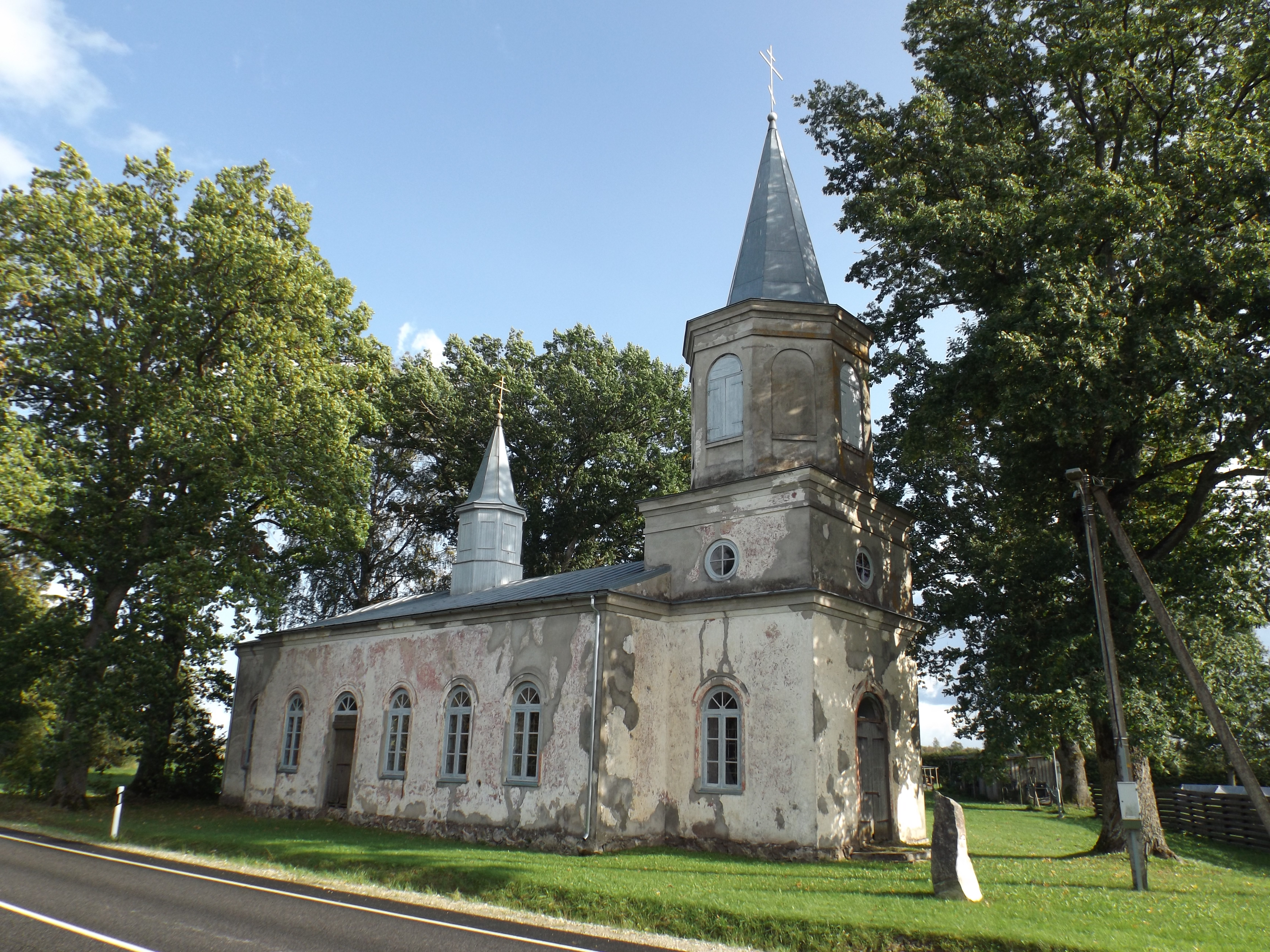
Церковь Рождества Христова в Рандивялья
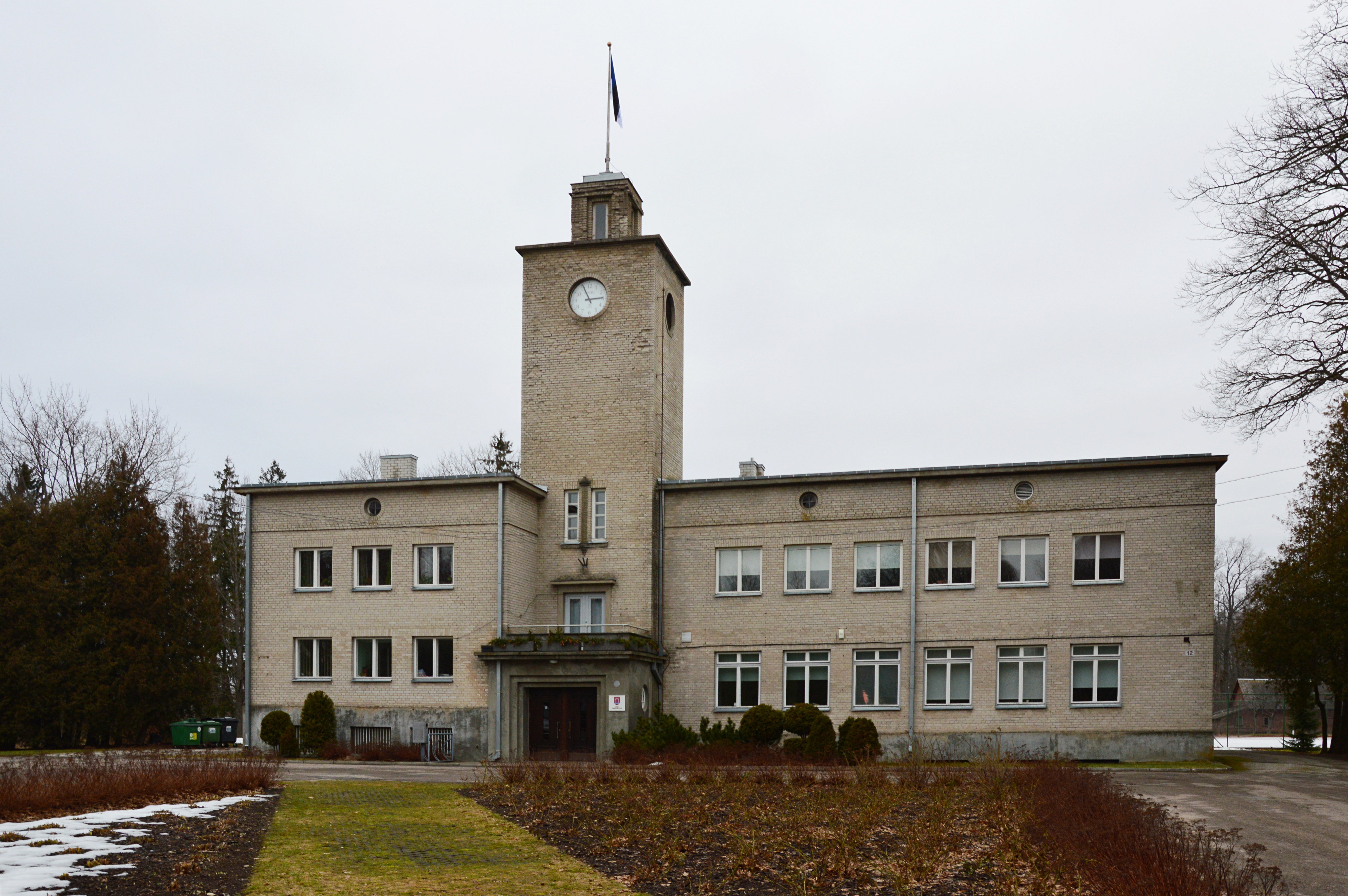
Синдиская ратуша
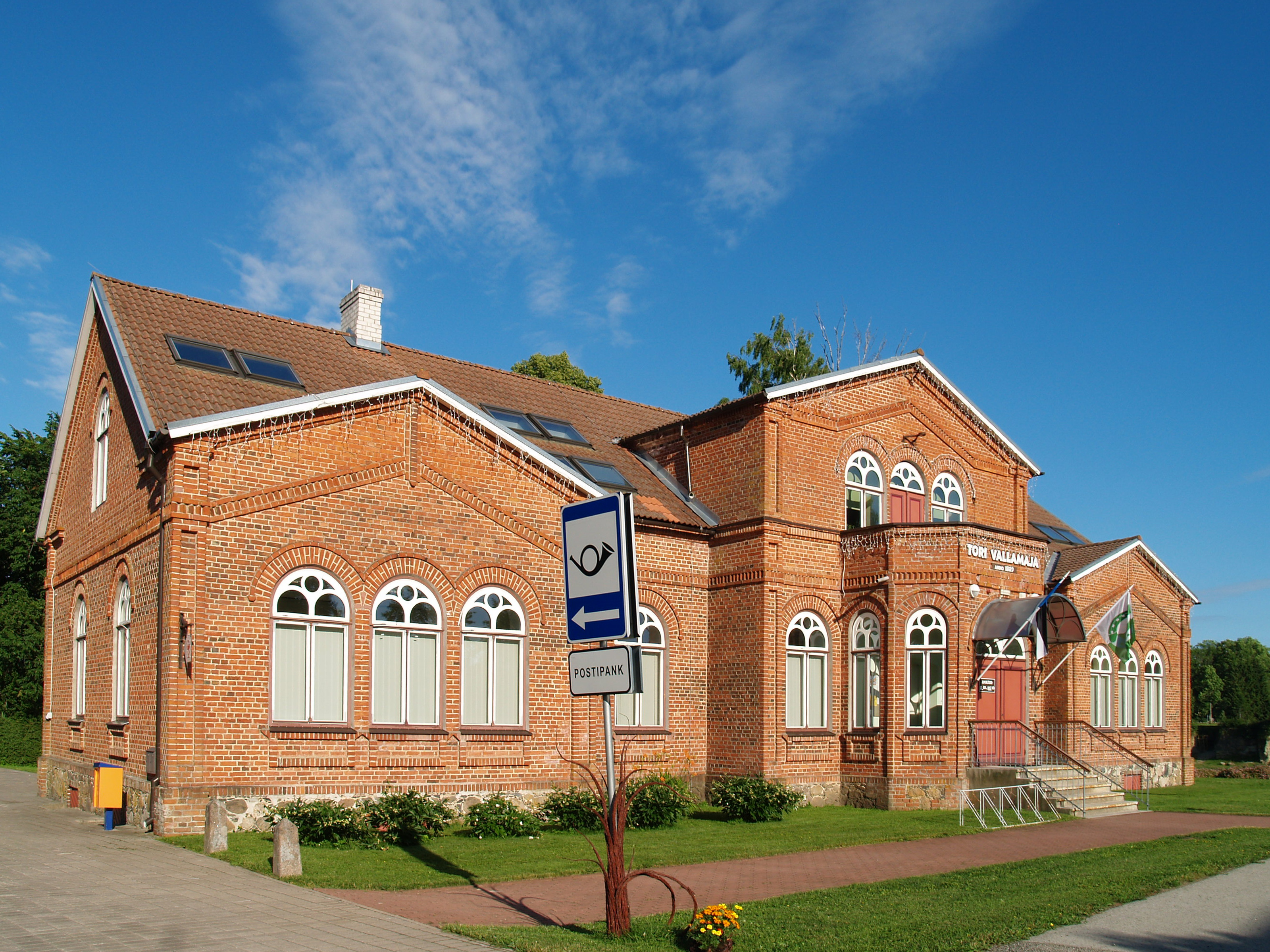
Ториская волостная управа
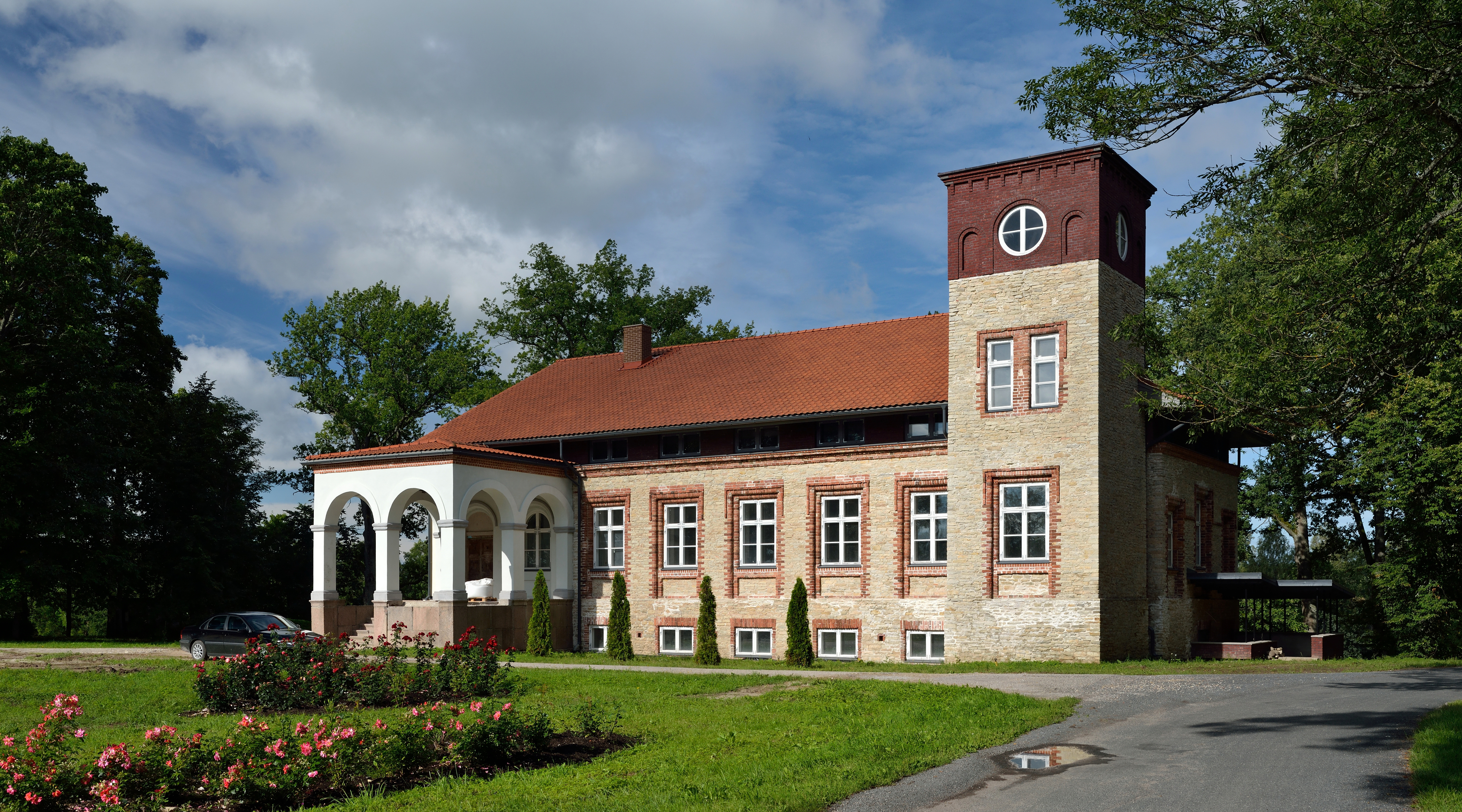
Главное здание мызы Сталенхоф (Таали)
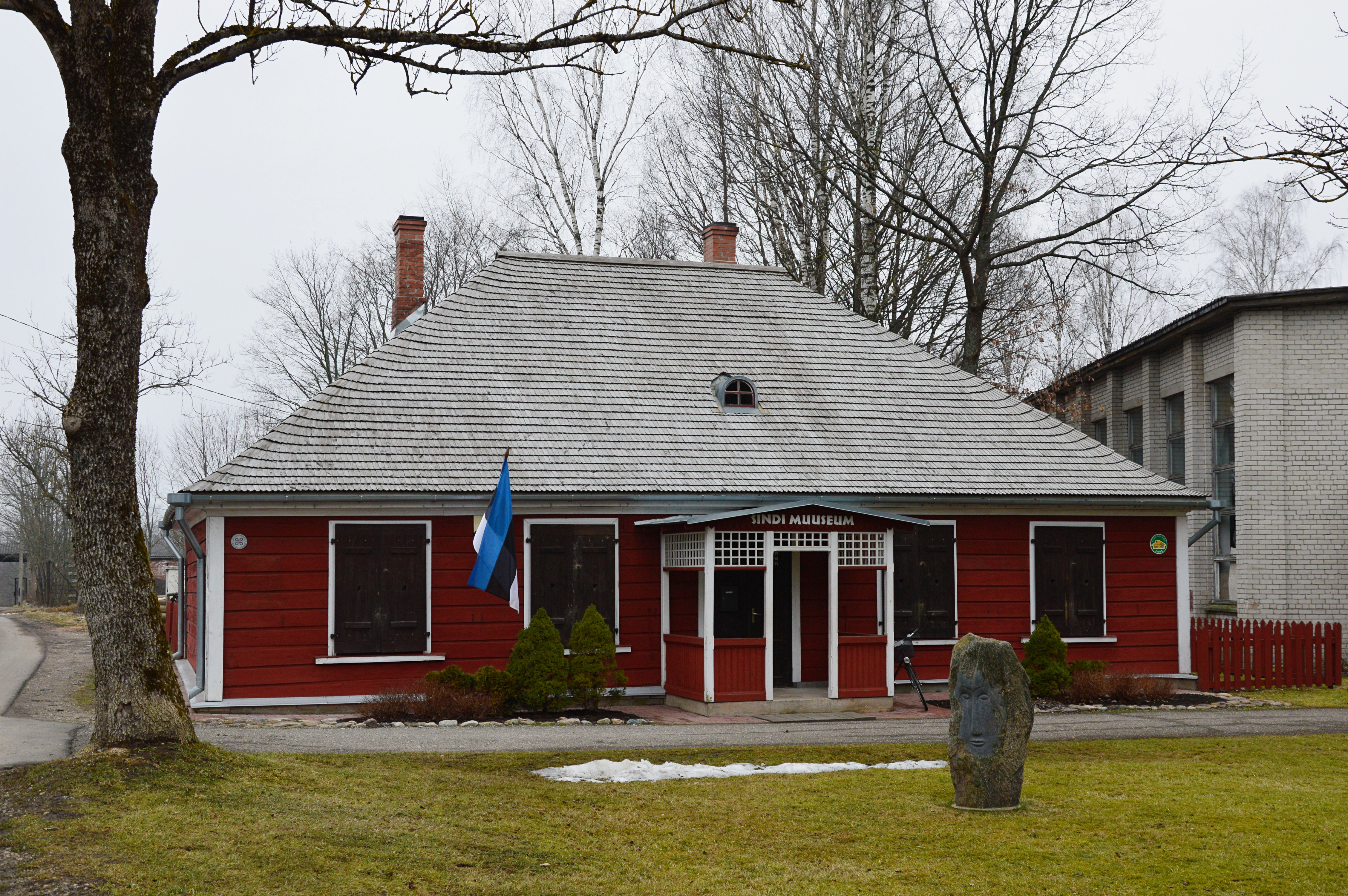
Музей Синди (бывшее здание Эстонской потребкооперации)
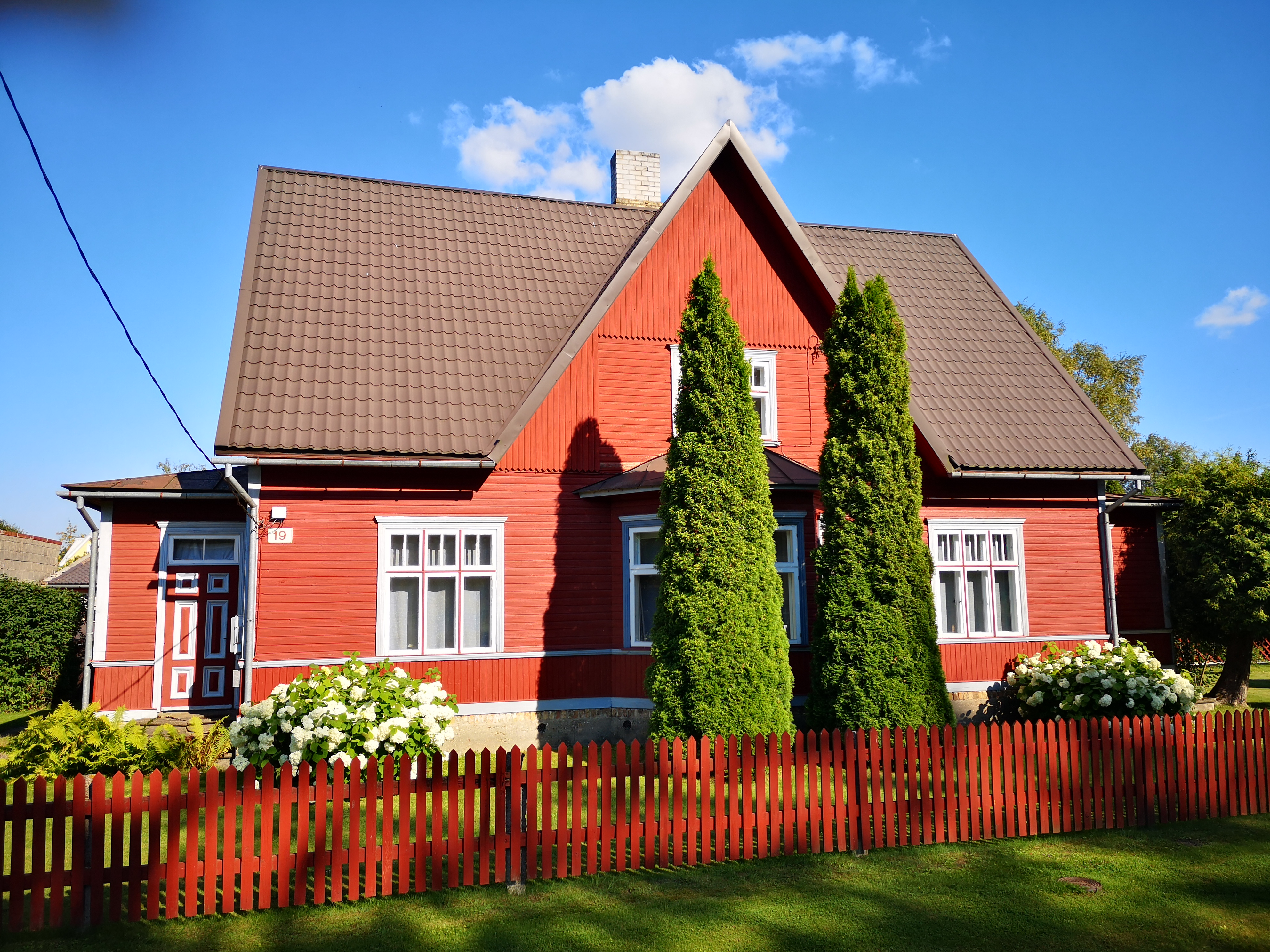
Жилой дом. Пярнуское шоссе 19, Синди
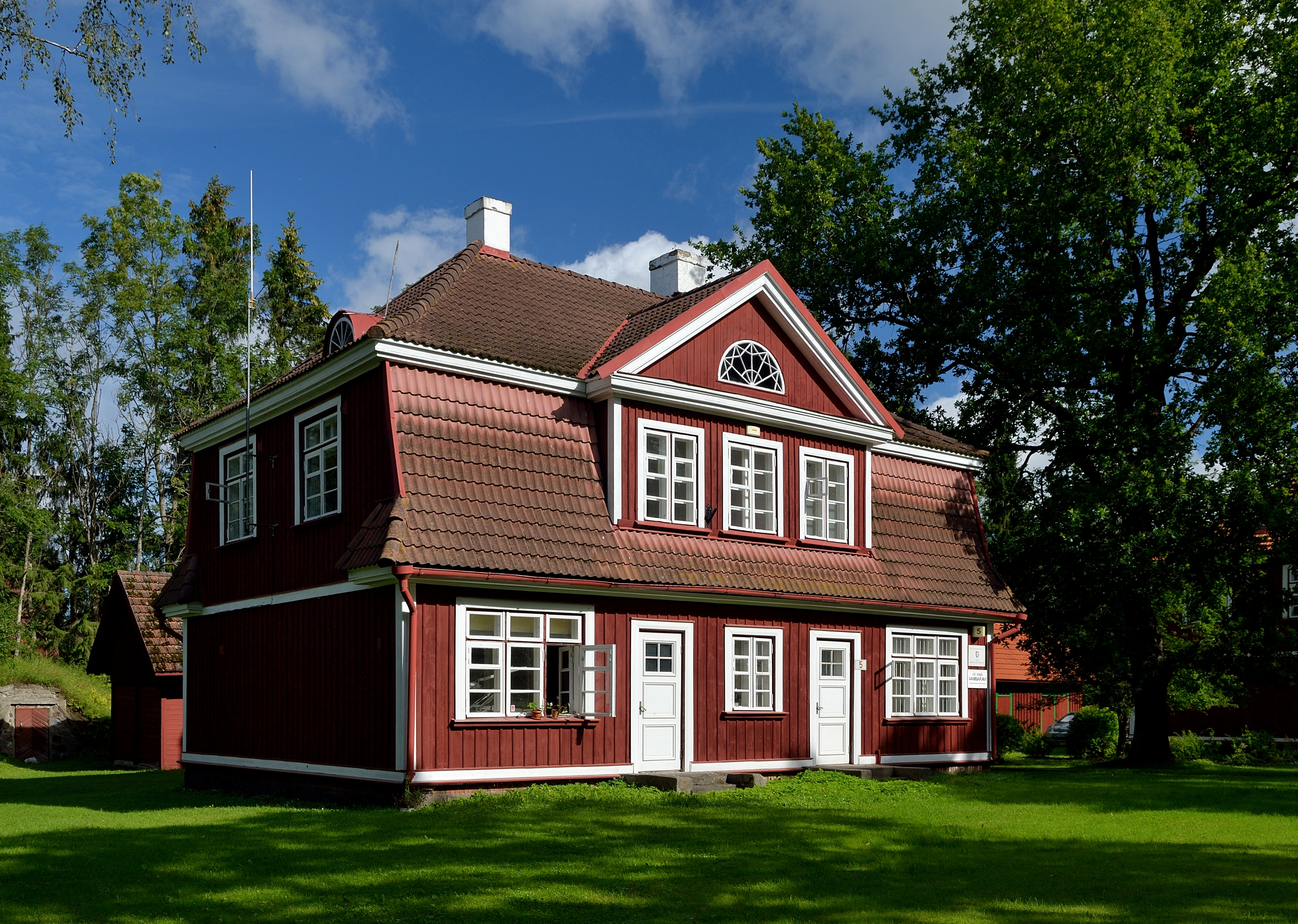
Жилой дом. Пайдеское шоссе 5, Синди
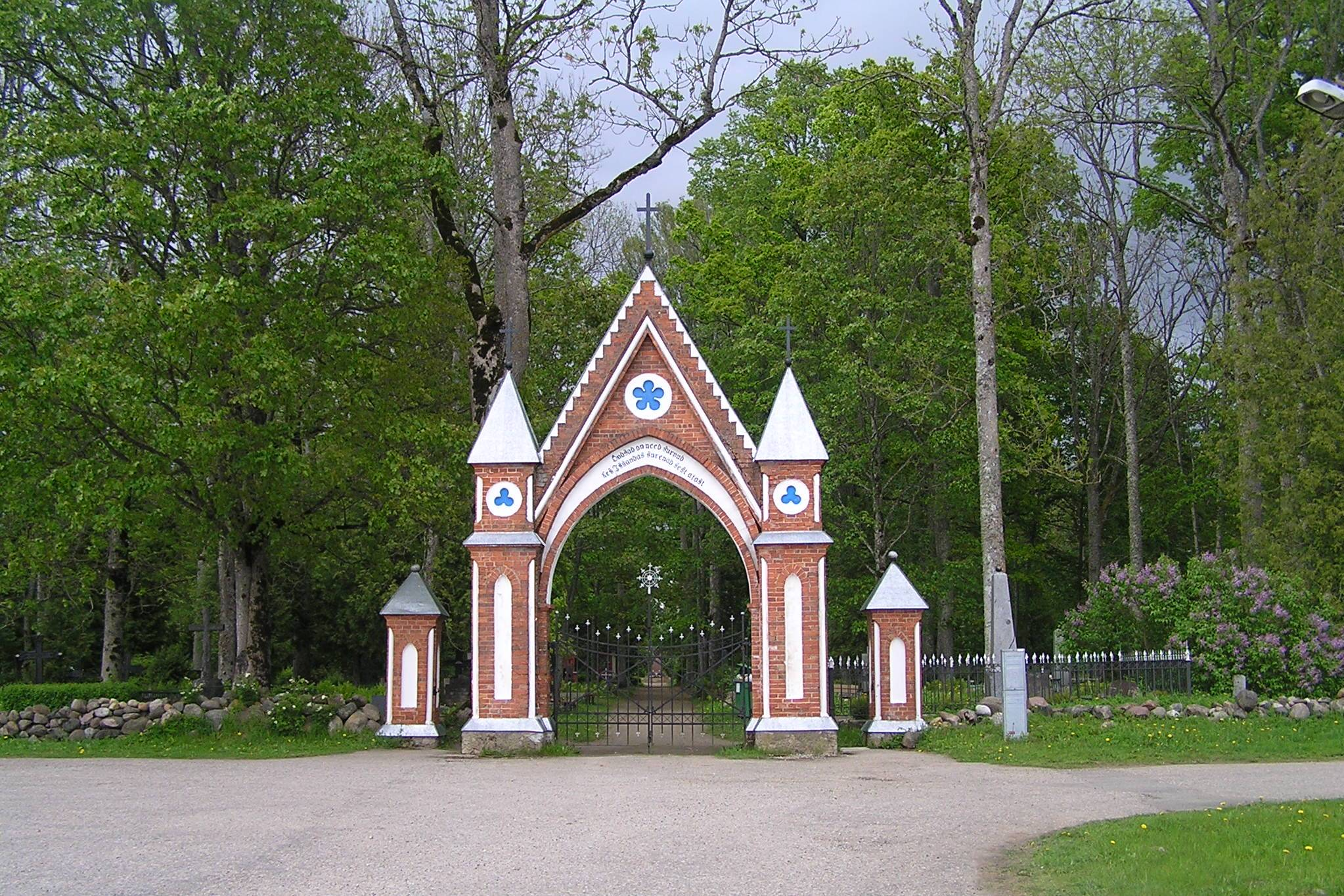
Главные ворота кладбища Тори

Расположенный на территории волости Тори парк бывшей мызы Аррахоф (нем. Arrohof, Аре, эст. Are mõis) является природоохранным объектом как место проживания летучих мышей. Достопримечательностью волости является открытый 20 августа 2003 года перед Ториской церковью скульптурный памятник «Битва Святого Георгия с драконом» — первый конный монумент в Эстонии (скульптор Мати Кармин).

## Галерея

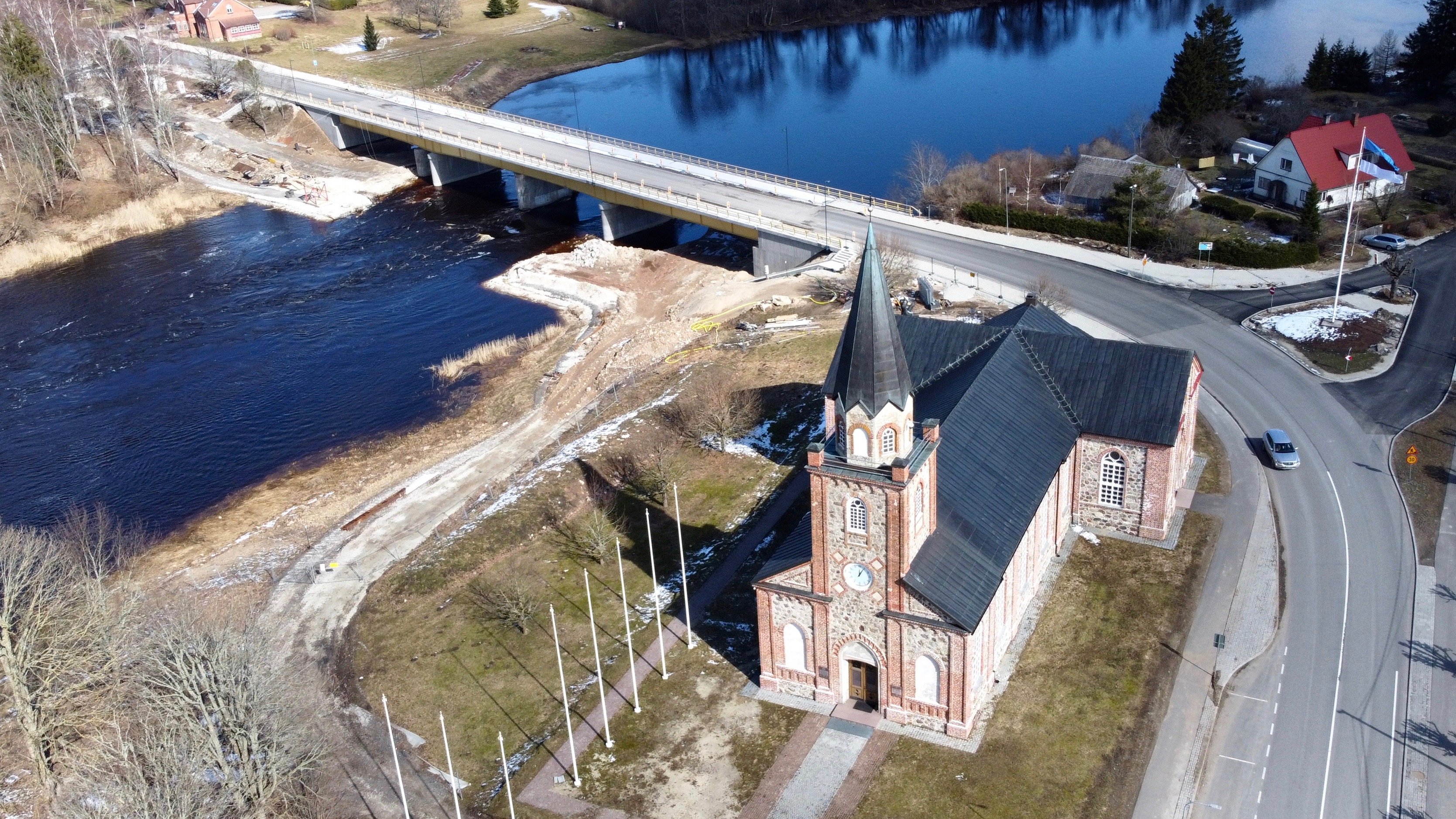
Ториская церковь-памятник и мост через реку Пярну
Скульптура «Битва Святого Георгия с драконом» в посёлке Тори
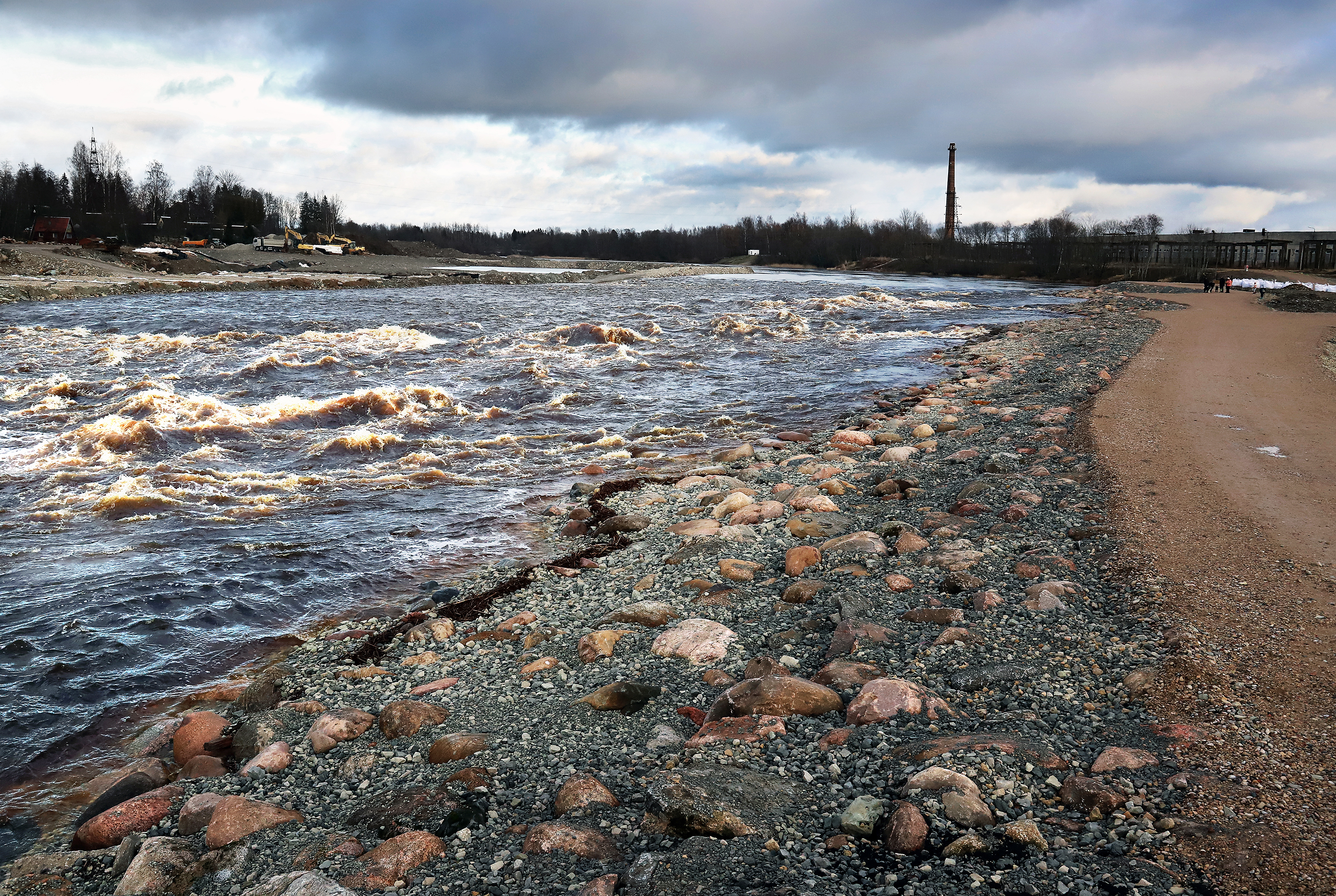
Синдиские пороги
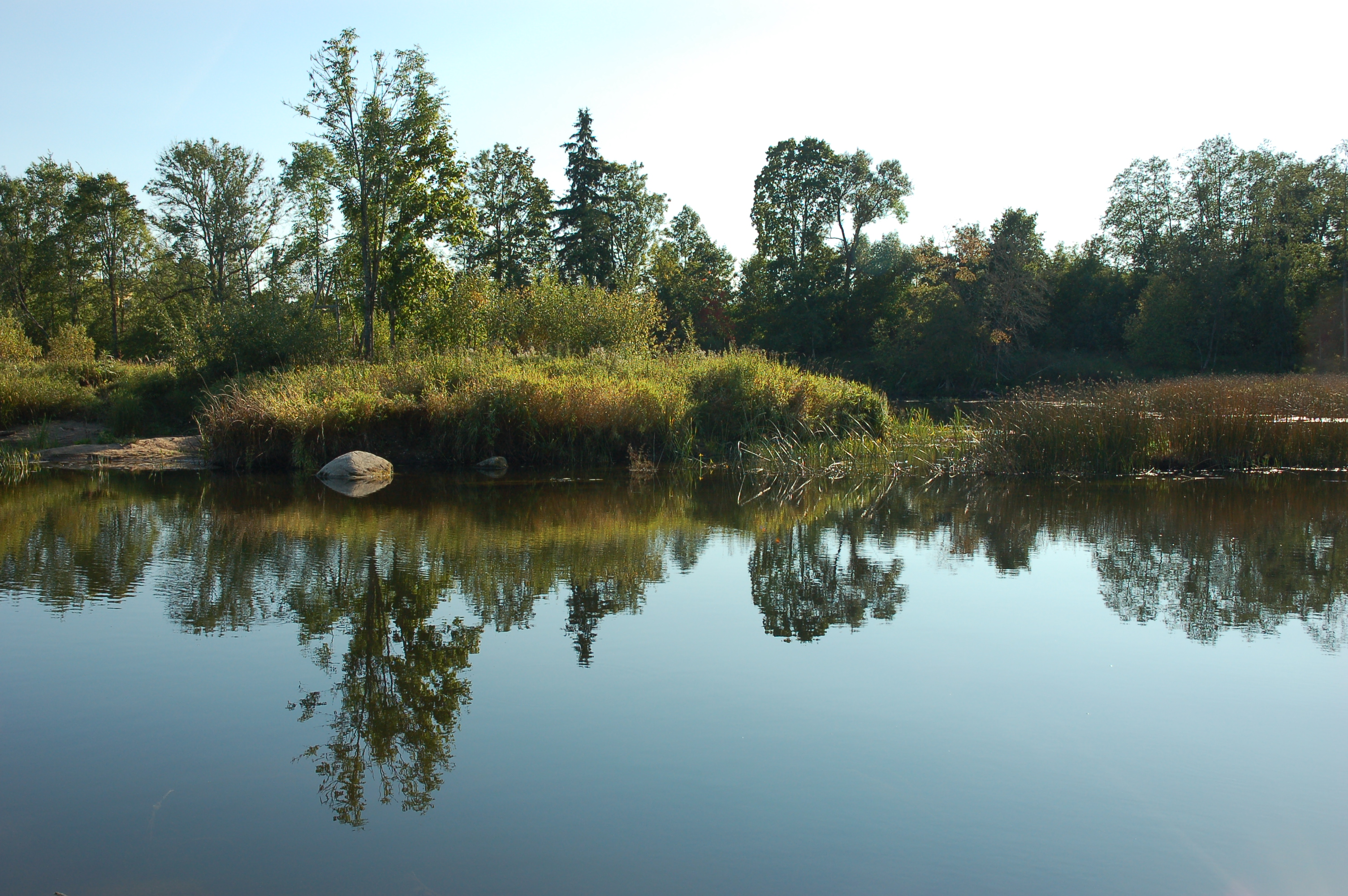
Место жертвоприношений Хийесаар
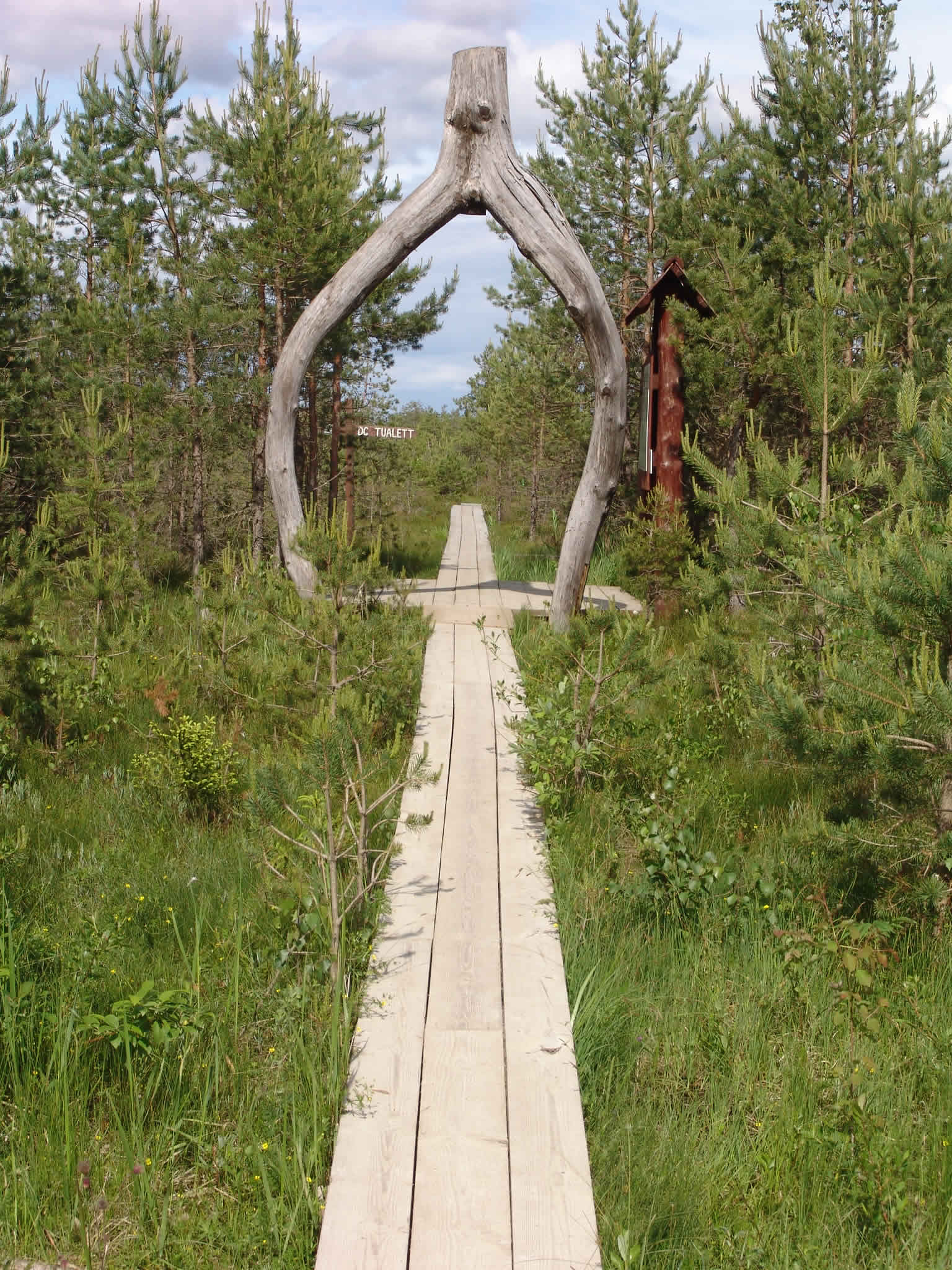
Учебная тропа Рийза

## Комментарии
1. ↑  Данные Департамента статистики отличаются от данных Регистра народонаселения в связи с различиями в методиках расчёта.
2. ↑  Эстонские топонимы, оканчивающиеся на -а, в русском языке не склоняются[34], а род получают по родовому слову, например, деревне присваивается женский род, хотя в эстонском языке нет категории рода.